# Cartes & Kleine Jay
Cartes & Kleine Jay was een  Nederlands rapduo uit 's-Hertogenbosch.

## Biografie
'Cartes' en 'Kleine Jay' leerden elkaar begin 2005 in 's-Hertogenbosch kennen. Uit deze ontmoeting ontstond een muzikale samenwerking. Cartes won in 2006 de publieksprijs van De Grote Prijs van Nederland. Kleine Jay nam in 2007 dezelfde prijs wederom mee terug naar 's-Hertogenbosch. Hun afscheidsconcert vond plaats op 12 november 2011. 

## Discografie

### Albums
| Jaar | Artiest             | Album Naam       |
| ---- | ------------------- | ---------------- |
| 2008 | Cartes & Kleine Jay | Wie Wat Bewaart  |
| 2008 | Cartes              | Hoe dan Ook      |
| 2008 | Kleine Jay          | Les van de beste |
| 2010 | Cartes & Kleine Jay | &                |